# Hawo Tako
Hawo Tako, död 1948, var en somalisk aktivist.
Hon var medlem i Somali Youth League och deltog i självständighetskampen mot den italienska kolonialismen. Hon tillhörde de som dödades i massakern i Mogadishu 1948 och kom att bli hyllad som en hjältinna. 
1977 grundades Somali Women's Democratic Organization till hennes minne. 